# Wer einmal lügt (Fernsehserie)
Wer einmal lügt (Originaltitel: Stay Close) ist eine britische Netflix-Miniserie, die am 31. Dezember 2021 veröffentlicht wurde. Sie basiert auf dem gleichnamigen Buch von Harlan Coben.

## Handlung
Megan Pierce ist mit Dave Shaw verlobt, die beiden leben in einem Haus und haben drei Kinder. Eines Abends geht Megan allein in einen Club namens Vipers, und ihre älteste Tochter Kayleigh folgt ihr in Begleitung ihrer besten Freundin Bea. Dort lernen Kayleigh und Bea Carlton Flynn kennen, der ihnen hilft, in den Club zu kommen und mit Kayleigh flirtet. Dabei bemerkt Bea, dass Flynn Drogen in Kayleighs Glas tut und vertauscht Kayleighs Glas mit Flynns. Er bemerkt dies erst, nachdem er davon getrunken hat und verfolgt die Mädchen wütend durch den Wald, nachdem sie ihm die Autoschlüssel gestohlen haben.
Bald taucht Lorraine wieder in Megans Leben auf. Ihr gehört der Club Vipers. Es stellt sich heraus, dass Megan früher Cassie hieß und im Vipers als Stripperin arbeitete. Sie war mit dem Fotografen Ray zusammen und die beiden waren verlobt. Jedoch war ein Kunde des Vipers, Stewart, besessen von Cassie und bedrohte und misshandelte sie. Später fand Cassie ihn tot in der Nähe des Clubs und verschwand daraufhin. Sie änderte ihren Namen und sah Ray danach nie wieder. Lorraine erzählt ihr aber, dass sie Stewart gesehen habe und dass er zurück sei, sie jedoch mit niemandem darüber sprechen soll. 
Megan wendet sich daraufhin an den heroinabhängigen Anwalt Harry, der auch ein Freund von früher ist. Flynn verschwindet in derselben Nacht wie Stewart vor 17 Jahren, und so beginnt der Ermittler Broom Nachforschungen anzustellen. Bald stellt sich heraus, dass Flynn und Stewart nicht die einzigen Opfer sind und dass es sich hier um einen Serienkiller handelt. Broom war früher mit Lorraine zusammen. Sie versucht ihn von sich zu stoßen, da sie an Krebs leidet. Broom kann sie aber von einem erneuten Versuch überzeugen, und sie werden wieder ein Paar.
Ray sucht Cassie seit 17 Jahren. Bald begegnet er ihr wieder, jedoch blüht ihre Beziehung trotz der noch immer füreinander bestehenden Gefühle nicht wieder auf, da Megan verlobt ist. Ray interessiert sich sehr dafür, was in der Nacht, in der Stewart von Cassie tot aufgefunden wurde, passiert ist. Ihn plagen wiederkehrende bruchstückhafte Erinnerungen, in denen er mit einer Axt auf einen Menschen einschlägt. Fester, ein enger Freund von Ray, erzählt ihm, dass er vor 17 Jahren eines Morgens völlig blutüberströmt nach Hause kam, jedoch glaubt er nicht, dass Ray jemanden getötet habe. 
Währenddessen treiben die Auftragskiller Barbie und Ken ihr Unwesen in der Stadt. Sie wurden von Carlton Flynns Familie beauftragt, nach ihm zu suchen. Sie foltern und töten jeden, mit dem Flynn an diesem Abend in Verbindung gebracht werden kann. Bald haben sie es auch auf Megan und Harry abgesehen, töten Letzteren und entführen Megans Tochter Kayleigh. Auch wird Dave nach einer Auseinandersetzung mit Ray auf Megans Vergangenheit aufmerksam und konfrontiert sie damit.
Barbie wird in Notwehr von Megan getötet und Ken von Lorraine, die sich als die Serienmörderin entpuppt, die Broom sucht. Ihr Motiv war es, die Mädchen in ihrem Club vor den Männern zu beschützen, die sie bedrohten, weil auch sie selbst früher von ihrem Ehemann misshandelt wurde und dies zum Tod ihres ungeborenen Kindes führte. Sie wird verhaftet und gesteht alle Morde. Jedoch bemerkt Megan auf ihrer Hochzeit mit Dave, dass es in Wirklichkeit ihr Verlobter war, der Flynn unwissentlich tötete. Als Kayleigh und Bea mit Flynns Auto zu flüchten versuchten, ging ihnen der Sprit aus und sie sperrten Flynn in den Kofferraum seines Wagens ein. Dave, der jeden Verdacht von Kayleigh ablenken wollte, versenkte das Auto im Fluss ohne zu ahnen, dass Flynn sich im Kofferraum befand.

## Besetzung und Synchronisation
Die deutschsprachige Synchronisation entstand im CSC-Studio in Hamburg nach den Dialogbüchern von Claudia Heuer und unter der Dialogregie von Anja Topf.
| Rolle                 | Schauspieler     | Synchronsprecher      |
| --------------------- | ---------------- | --------------------- |
| Megan Pierce / Cassie | Cush Jumbo       | Eva Michaelis         |
| Michael Broome        | James Nesbitt    | Michael Lott          |
| Ray Levine            | Richard Armitage | Torben Liebrecht      |
| Lorraine Griggs       | Sarah Parish     | Anne Moll             |
| Erin Cartwright       | Jo Joyner        | Kristina von Weltzien |
| Dave Shaw             | Daniel Francis   | Roman Rossa           |
| Harry Sutton          | Eddie Izzard     | Harald Effenberg      |

## Produktion
Im August 2018 unterzeichnete Harlan Coben einen Fünfjahresvertrag mit Netflix. Im Rahmen dieser Vereinbarung wird Coben 14 seiner Romane als Netflix-Serien produzieren. Die Dreharbeiten fanden bis zum Sommer 2021 in der Gegend um Manchester und Blackpool statt.